# 1809 في فرنسا
فيما يلي قوائم الأحداث التي وقعت خلال عام 1809 في فرنسا.

## ظهور
- 1 يناير – وصف مصر

## مواليد

### يناير
- 4 يناير – لويس بريل
- 15 يناير – بيير جوزيف برودون سياسي فرنسي.

### مارس
- 21 مارس – جول فافر سياسي فرنسي.
- 24 مارس – جوزيف ليوفيل رياضياتي فرنسي.
- 27 مارس – هوسمان

### سبتمبر
- 27 سبتمبر – ليون روش دبلوماسي فرنسي.

## وفيات

### مارس
- 7 مارس – جان بيير بلانشار (مواليد 1753)

### مايو
- 1 مايو – فرانسوا لوران دي آرلانديز (مواليد 1742)

### سبتمبر
- 29 سبتمبر – شارل فرانسوا دوبوي (مواليد 1742)